# Eskilsöfärjan
Eskilsöfärjan är linfärja (vajerfärja) som trafikerar mellan Kaskö och ön Eskilsö i Närpes, i Finland. Färjans lastkapacitet är 44 ton och dödvikt 72 ton. Finferries (Finlands Färjetrafik Ab) ansvarar för färjedriften.
För närvarande finns det bara två färjor i Österbotten. Den ena är Eskilsöfärjan och den andra är Bergöfärjan mellan Bredskäret i Korsnäs och ön Bergö i Malax.